# Akanthophoreus longiremis
Akanthophoreus longiremis is een naaldkreeftjessoort uit de familie van de Akanthophoreidae. De wetenschappelijke naam van de soort is voor het eerst geldig gepubliceerd in 1864 door Lilljeborg.